# Metoda UVA
Metoda UVA (fr. Méthode des Unités de Valeur Ajoutée – Metoda Jednostek Wartości Dodanej) – system zarządzania i wspomagania podejmowania decyzji oparty o rachunek kosztu transakcji sprzedaży. W przeciwieństwie do rachunkowości zarządczych, które obliczają marże względem kosztu produktów, metoda UVA oblicza wynik finansowy (zysk albo stratę) generowany przez każdą transakcję sprzedaży.
Metoda UVA opiera się na bardzo dokładnej analizie wszystkich kosztów związanych z produktami, a także z klientami, z zamówieniami i z dostawami. Metoda wprowadza jedną jednostkę miary (UVA), wspólną dla wszystkich funkcji w przedsiębiorstwie. Należy do kategorii metod opartych na równoważnikach.

## Pochodzenie metody UVA
Metoda UVA jest rozwinięciem metody GP, której pierwszy opis można znaleźć w pracach Georges’a Perrina (1891-1958), francuskiego inżyniera, absolwenta Ecole Centrale. W roku 1953 zaprezentował on swoją metodę obliczania kosztów produktów opartą na wprowadzeniu jednej jednostki miary – GP, niepowiązanej z pieniądzem, służącej do wyrażania całej produkcji przedsiębiorstwa. Jednostka GP odpowiada wysiłkowi poniesionemu przez przedsiębiorstwo celem wyprodukowania produktu reprezentatywnego dla jego działalności, tzw. artykułu bazowego. Metoda oparta jest na założeniu o tzw. stałych ukrytych sformułowanym przez Georgesa Perrina. Założenie to głosi, że stosunek między miarami nakładów ponoszonych w celu wytworzenia różnych produktów jest stabilny w czasie.
Jean Fiévez i Robert Zaya z biura doradczego Les Ingénieurs Associés (LIA) rozwijają i wzbogacają metodę. W roku 1995 uległa zmianie jej nazwa; stała się Metodą Jednostek Wartości Dodanej – UVA. W przeciwieństwie do metody GP, która skoncentrowana była wyłącznie na koszcie wytwarzania produktów, metoda UVA zajmuje się analizą niemalże wszystkich kosztów w przedsiębiorstwie.

## Podstawy koncepcyjne metody UVA
Metoda UVA opiera się na bardzo szczegółowej analizie wszystkich procesów generujących wartość dodaną z uwzględnieniem procesów wytwarzania towarów lub usług i procesów obsługi klienta.
Całkowita produkcja wartości dodanej w przedsiębiorstwie jest mierzona przy pomocy jednej jednostki – UVA. Idea zastosowania jednej jednostki miary, wspólnej dla wszystkich funkcji przedsiębiorstwa wynika z faktu, że jedyny rodzaj przedsiębiorstwa, w którym koszt produktu jest dokładnie znany to taki, w którym produkuje się tylko jeden produkt, ponieważ w takim przypadku koszt ten jest wynikiem dzielenia wszystkich wydatków przedsiębiorstwa przez liczbę wytworzonych produktów. Wprowadzenie jednostki UVA przekształca każde przedsiębiorstwo w przedsiębiorstwo jedno-produktowe, produkujące UVA.
Analiza wszystkich procesów w przedsiębiorstwie pozwala na obliczenie „wyniku każdej transakcji sprzedaży”. Jest to główny cel metody UVA, ponieważ w każdej transakcji sprzedaży, której reprezentacją jest faktura, skupiają się wszystkie wysiłki poszczególnych działów przedsiębiorstwa, które doprowadziły do sfinalizowania sprzedaży. Stanowi to nową wizję zarządzania, w której zasadniczą kwestią jest pytanie o to, czy transakcja między przedsiębiorstwem, a jego klientem przyniosła zysk czy stratę. Klient zostaje umieszczony w centrum systemu decyzyjnego. Kiedy dokonuje zakupu za określoną kwotę, to przedsiębiorstwo ponosi z tego tytułu zysk czy stratę? Każda transakcja sprzedaży stanowi przyczynek do ogólnego wyniku finansowego przedsiębiorstwa. Wynik każdej sprzedaży jest różnicą między zainkasowaną kwotą, a kosztem sprzedaży. Łączny wynik finansowy wszystkich transakcji sprzedaży jest wynikiem finansowym całego przedsiębiorstwa.
Problem precyzji jest kluczowy dla rachunku kosztów. Jest on związany z istnieniem kosztów pośrednich. Umieszczając transakcję sprzedaży w centrum analizy, metoda UVA eliminuje koszty pośrednie, ponieważ względem sprzedaży wszystkie koszty są bezpośrednie: koszt sprzedanych produktów, koszt transportu, koszt obsługi zamówienia, wystawienie faktury etc. Dzięki takiemu podejściu metoda UVA umożliwia osiągnięcie stopnia precyzji obliczeń nieosiągalnego dla innych systemów.
Wyróżnia się dwa źródła kosztów: koszty związane z produktami i koszty związane z klientem. Pośród kosztów produktów wymienić można koszt opracowania produktu, jego wdrożenia i wyprodukowania, koszt zakupu surowców, magazynowania, obsługi posprzedażnej itd. Wszystko, co przedsiębiorstwo musiało zrobić, aby sprzedać swoje produkty (lub usługi) składa się na koszt klienta. Na koszt ten składają się: działania prospekcyjne, obsługa zamówień, wysyłka i dostawa, wystawianie faktur itp.
Około 90 do 95% kosztów w przedsiębiorstwie jest pochłanianych przez produkty i klientów. Pozostała część kosztów jest związana z wewnętrznymi potrzebami przedsiębiorstwa, na przykład z funkcjonowaniem dyrekcji i rachunkowości.
W koszcie produktów wyróżniamy dwie składowe: koszt wartości dodanej i koszt zakupów. Zakupy, to przede wszystkim surowce i podzespoły niezbędne do wytworzenia produktu. W metodzie UVA określa się je mianem Wydatków Bezpośrednich na Produkt (WBP). Ich wartość jest łatwa do obliczenia na podstawie specyfikacji produktu.
{\displaystyle Koszt\ produktu=WBP+koszt\ wartosci\ dodanej}
W koszcie klienta wyróżniamy także dwie składowe: koszt wartości dodanej i koszt Wydatków Bezpośrednich na Klienta (WBK). Do WBK można zaliczyć na przykład prowizję dla przedstawiciela handlowego, rabat udzielony klientowi lub kwotę zapłaconą firmie transportowej. Ich wartość jest bezpośrednio znana, a zatem łatwa do obliczenia.
{\displaystyle Koszt\ klienta=WBK+koszt\ wartosci\ dodanej}
Metoda UVA skupia swoją uwagę na precyzyjnym obliczaniu wartości dodanej. Cała produkcja wartości dodanej w przedsiębiorstwie jest mierzona przy pomocy jednej jednostki miary – UVA.

## Podstawowe pojęcia
Metoda UVA wprowadza pewną liczbę właściwych sobie pojęć.

### Stanowisko UVA
Stanowisko UVA to zespół środków materialnych i ludzkich niezbędnych do wykonywania jakiejś operacji, wykorzystywanych w stałych, precyzyjnie zdefiniowanych warunkach techniczno-ekonomicznych. Inaczej mówiąc stanowisko UVA zużywa wchodzące w jego skład zasoby w sposób dokładnie określony i niezmienny. Stanowiska UVA definiuje się w każdym obszarze działalności przedsiębiorstwa.

### Koszty przypisywalne
Koszty przypisywalne to koszty, które można przypisać stanowiskom UVA bez stosowania żadnego arbitralnego klucza podziałowego, odpowiadają one zużyciu zasobów przez stanowisko UVA.

### Wskaźnik kosztu stanowiska UVA
Wskaźnikiem kosztu stanowiska UVA określa się jednostkowe zużycie przez to stanowisko zasobów takich jak siła robocza, amortyzacja, zajmowana powierzchnia, energia, konserwacja itp.

### Proces
Proces jest sekwencją operacji realizowanych na poszczególnych stanowiskach UVA w określonym czasie. Pojęcie procesu produkcyjnego jest powszechnie znane i używane, natomiast metoda UVA wprowadza procesy we wszystkich obszarach działalności przedsiębiorstwa.

### UVA – Jednostka Wartości Dodanej
Jednostka Wartości Dodanej (1 UVA) odpowiada zużyciu zasobów niezbędnych do realizacji procesu reprezentatywnego dla przedsiębiorstwa. Przykładowo może to być proces wytwarzania wybranego produktu w przypadku przedsiębiorstwa produkcyjnego lub proces realizacji wybranej usługi w przypadku przedsiębiorstwa usługowego. Wybrany proces nazywany jest procesem bazowym, a jego wskaźnik kosztu nosi nazwę bazowego wskaźnika kosztu.

### Wskaźnik stanowiska UVA
Wskaźnikiem stanowiska UVA nazywany jest stosunek wskaźnika kosztu tego stanowiska do bazowego wskaźnika kosztu.
Inaczej mówiąc, wskaźnik stanowiska UVA jest miarą zużycia zasobów przez to stanowisko wyrażoną w jednostkach wartości dodanej.

### Równoważnik UVA procesu
Równoważnik UVA procesu odpowiada zużyciu zasobów przez ten proces wyrażonemu w jednostkach wartości dodanej.

### Koszt sprzedaży
Koszt sprzedaży jest sumą kosztu produktów i kosztu klienta poniesionych przez przedsiębiorstwo w celu realizacji tej transakcji sprzedaży.

### Wynik sprzedaży
Wynik transakcji sprzedaży jest różnicą między zainkasowaną kwotą, a kosztem sprzedaży.

### Krzywarentowności
Krzywa rentowności jest wykresem, dla którego na osi argumentów przedstawiono skumulowany przychód przedsiębiorstwa (kwoty kolejnych faktur), a na osi wartości procentowy wskaźnik rentowności faktur. Faktury na osi argumentów są uporządkowane według rosnącego wskaźnika rentowności.

## Konstrukcja metody UVA
Konstrukcja metody UVA przebiega według następujących etapów:
- Specyfikacja stanowisk UVA
- Analiza kosztów przypisywalnych
- Obliczanie wskaźników kosztu stanowisk UVA
- Wybór jednostki UVA
- Obliczanie wskaźników stanowisk UVA
- Definicja procesów
- Obliczanie równoważników UVA procesów

### Specyfikacja stanowisk UVA
Precyzyjna analiza działania przedsiębiorstwa rozpoczyna się od wyszczególnienia wszystkich stanowisk pracy. Stanowiskiem pracy nazywamy zespół środków materialnych służących do wytwarzania (z udziałem siły roboczej lub nie) wartości dodanej przez przedsiębiorstwo. Stanowiskiem pracy na wydziale produkcyjnym może być na przykład maszyna, a stanowiskiem pracy w administracji sekretarka pracująca w biurze wyposażonym w sprzęt informatyczny i telekomunikacyjny. Stanowiska pracy mogą być wykorzystywane w różny sposób, zużywając przy tym różne zasoby w różnych ilościach. Maszyna na wydziale produkcyjnym będąca w trakcie regulacji i ustawiania będzie najprawdopodobniej potrzebowała personelu o specjalnych kwalifikacjach, ale niekoniecznie dużej ilości energii elektrycznej. Kiedy ta sama maszyna będzie pracowała w trybie produkcyjnym, sytuacja może ulec odwróceniu. Zużycie energii elektrycznej wzrośnie, ale obsługa będzie mogła być mniej liczna i mniej wykwalifikowana. Zgodnie z podejściem zaproponowanym przez metodę UVA, jednemu stanowisku pracy może odpowiadać wiele stanowisk UVA, tyle ile jest różnych sposobów jego funkcjonowania. Liczba stanowisk UVA w przedsiębiorstwie zależy od jego wielkości i struktury. Zwykle wynosi ona od kilkunastu do kilkuset.

### Analiza kosztów przypisywalnych
Koszty przypisywalne do danego stanowiska UVA odpowiadają zużyciu zasobów na tym stanowisku.
Najczęściej występujące koszty przypisywalne to:
- Siła robocza. Składają się na nią: płaca, składki socjalne, koszt funkcjonowania działu zasobów ludzkich, różne świadczenia przyznane pracownikom (mieszkanie, samochód, dopłaty do ochrony zdrowia itp).
- Środki i materiały eksploatacyjne. Składają się na nie, w przypadku stanowisk biurowych: telefon, narzędzia informatyczne, papier, etc.; w przypadku stanowisk produkcyjnych: energia elektryczna, sprężone powietrze, smary, itd.
- Konserwacja i utrzymanie (części i siła robocza)
- Amortyzacja techniczna sprzętu, liczona w zależności od kosztu zastąpienia sprzętu, jego przewidywanego czasu życia i liczby godzin funkcjonowania w ciągu roku.
- Koszty użytkowania pomieszczeń (w przeliczeniu na metr kwadratowy powierzchni). W ich skład wchodzi amortyzacja techniczna budynków lub koszt wynajmu, konserwacja, sprzątanie, ogrzewanie, oświetlenie, ubezpieczenie itp.

### Obliczanie wskaźników kosztu stanowisk UVA
Wskaźnik kosztu stanowiska UVA odpowiada zużyciu zasobów przez to stanowisko na właściwą mu jednostkę, na przykład na godzinę pracy. Obliczenie wskaźnika kosztu stanowiska UVA polega na zsumowaniu przypisywalnych mu kosztów jednostkowych.

### Wybór jednostki UVA
Z definicji, jednostka wartości dodanej odpowiada zużyciu zasobów koniecznych do realizacji procesu bazowego (wyprodukowanie produktu lub wykonanie usługi). Wybór tego, a nie innego produktu lub tej, a nie innej usługi jako procesu bazowego nie ma technicznie żadnego znaczenia, ponieważ proces ten służy wyłącznie jako punkt odniesienia do późniejszych obliczeń. Po dokonaniu wyboru należy jednak zadbać, aby proces ten był zdefiniowany z najwyższą możliwą dokładnością, chodzi bowiem o przyszłą jednostkę miary.

### Obliczanie wskaźników stanowisk UVA
Po obliczeniu wskaźników kosztu wszystkich stanowisk UVA i wyborze procesu bazowego, można przystąpić do obliczenia wskaźników stanowisk UVA używając następującego wzoru:
{\displaystyle Wskaznik\ stanowiska\ UVA={\frac {Wskaznik\ kosztu\ stanowiska\ UVA}{Bazowy\ wskaznik\ kosztu}}}

### Definiowanie procesów
Wprowadzenie pojęcia stanowiska UVA pozwala na zdefiniowanie każdego procesu wyodrębnionego w przedsiębiorstwie, bez rozróżnienia na procesy produkcyjne i wszystkie inne procesy tworzące wartość dodaną (np. administracyjne, handlowe), jako sekwencji operacji wykonywanych na stanowiskach UVA w określonym czasie.

### Obliczanie równoważników UVA procesów
Mnożąc wskaźnik każdego stanowiska UVA wchodzącego w skład danego procesu przez czas jego użycia otrzymujemy wyrażone w jednostkach UVA zużycie zasobów na tym stanowisku w trakcie wykonywania procesu. Po zsumowaniu tak określonych iloczynów dla wszystkich stanowisk UVA wchodzących w skład procesu, otrzymujemy równoważnik UVA tego procesu.
{\displaystyle Rownowaznik\ UVA\ procesu=\sum _{i=1}^{N}wskaznik\ stanowiska\ i\ \times \ czas\ uzycia\ stanowiska\ i}
Na etapie konstrukcji metody UVA w przedsiębiorstwie mówi się o jednostce miary (UVA), o stanowiskach UVA i procesach, o wskaźnikach UVA i równoważnikach procesów, ale w żadnym momencie nie wspomina się o koszcie. Konstrukcja metody UVA ma na celu zbudowanie modelu przedsiębiorstwa i wyrażenie całej jego działalności w jednostkach UVA. Obliczanie kosztów ma miejsce dopiero na etapie eksploatacji metody. To stwierdzenie ma fundamentalne znaczenie dla zrozumienia metody UVA.

## Eksploatacja metody UVA
Eksploatacja metody polega na:
- pomiarze produkcji wartości dodanej wyrażonej w UVA;
- obliczaniu kosztu jednostki UVA;
- obliczaniu kosztu produktów, klientów i faktur;
- obliczaniu wyniku finansowego każdej transakcji sprzedaży;
- wykreślaniu krzywej rentowności.

Pomiar produkcji wartości dodanej w danym okresie polega na zsumowaniu całej produkcji UVA przedsiębiorstwa w tym okresie. Na produkcję tę składają się UVA związane z produktami i UVA związane z obsługą klientów. Produkcja UVA związanych z produktami odpowiada artykułom przekazanym do magazynu wyrobów gotowych, nadającym się do sprzedaży. Produkcja UVA związanych z klientami jest naliczana na podstawie wystawionych faktur, ponieważ dokumenty te stanowią syntezę wszystkich wysiłków przedsiębiorstwa, które doprowadziły do realizacji transakcji sprzedaży.
Całkowita produkcja UVA w danym okresie (PUVA) wyraża się wzorem
{\displaystyle PUVA=PP+PK}
gdzie PP oznacza produkcję UVA związanych z produktami, a PK produkcję UVA związanych z klientami.
Zwykle koszt UVA obliczany jest raz na miesiąc. Aby wyeliminować efekty sezonowości w działalności przedsiębiorstwa, efekty urlopów lub zmienności liczby dni roboczych w miesiącu, koszt UVA oblicza się za okres 12 miesięcy, krocząco. Ponieważ cała produkcja wartości dodanej przez przedsiębiorstwo jest wyrażona w jednostkach UVA, to żeby obliczyć koszt UVA wystarczy podzielić wydatki w danym okresie przez liczbę UVA wyprodukowanych w tym okresie. Od sumy wydatków (W) podanej przez rachunkowość ogólną należy odjąć kwotę Wydatków Bezpośrednich na Produkt (WBP) i kwotę Wydatków Bezpośrednich na Klienta (WBK), ponieważ są one uwzględniane bezpośrednio przy obliczaniu kosztów. Koszt UVA jest kosztem całkowitym, ponieważ przy jego obliczaniu uwzględnia się wszystkie wydatki przedsiębiorstwa, w tym także takie, których nie można przypisać do stanowisk UVA. Są to koszty związane z wewnętrznym funkcjonowaniem przedsiębiorstwa: dyrekcja, rachunkowość etc. (zwykle około 5 do 10% wszystkich wydatków). Koszty te wchodzą w skład kosztu jednostki UVA, co oznacza, że są one przypisywane produktom i klientom proporcjonalnie do liczby konsumowanych przez nich UVA.
{\displaystyle Koszt\ UVA={\frac {W-(WBP+WBK)}{PUVA}}}
Po obliczeniu kosztu jednostki UVA można obliczyć koszt każdego produktu i każdego procesu klienta podstawiając obliczoną wartość UVA do odpowiedniego wzoru na równoważnik procesu.
Dzięki wprowadzeniu jednej jednostki miary możliwe jest precyzyjne obliczenie kosztu i wyniku finansowego każdej transakcji sprzedaży. Koszt transakcji sprzedaży jest sumą kosztu produktów i procesów klienta poniesionych przez przedsiębiorstwo w celu jej realizacji.
{\displaystyle Koszt\ transakcji\ sprzedazy=koszt\ produktow+koszt\ klienta}
Wynik finansowy transakcji sprzedaży jest różnicą między kwotą faktury a kosztem transakcji.
Krzywa rentowności jest jednym z najcenniejszych narzędzi dostarczanych przez metodę UVA. Jest to wykres, który pokazuje w sposób syntetyczny strukturę wyniku finansowego osiągniętego przez przedsiębiorstwo w danym okresie. Oś argumentów przedstawia skumulowany przychód przedsiębiorstwa, to jest kwoty kolejnych transakcji (faktur) z analizowanego okresu. Są one uporządkowane rosnąco, według wskaźnika rentowności. Wartości tego wskaźnika są uwidocznione na osi wartości.
Krzywa rentowności uwidacznia niejednorodność wyników transakcji realizowanych przez przedsiębiorstwo. Całkowity wynik finansowy osiągnięty przez przedsiębiorstwo może być pozytywny, ale wyniki składających się nań poszczególnych transakcji są bardzo zróżnicowane. Rozróżnia się cztery kategorie transakcji: transakcje bardzo deficytowe, zwane rujnującymi, których procentowy wskaźnik rentowności jest niższy od -20%, transakcje deficytowe (od -20% do 0%), transakcje zyskowne (od 0% do 20%) i transakcje nazywane niebezpiecznie zyskownymi (powyżej 20%).
Grafika pokazuje krzywą rentowności w postaci kanonicznej. Proporcje między częściami przychodu znajdującymi się w poszczególnych kategoriach transakcji mogą być bardzo różne, ale rozproszenie rezultatów występuje we wszystkich przedsiębiorstwach. Poza podstawową krzywą rentowności faktur, możliwe jest wykreślanie krzywych rentowności na wyższych poziomach agregacji danych. Transakcja sprzedaży jest bowiem podstawową «cegiełką» pozwalającą na grupowanie danych według różnych kryteriów. Na przykład grupując faktury wystawione dla poszczególnych klientów, otrzymamy krzywą rentowności klientów. Najczęściej stosowanymi kryteriami grupowania są: klienci, przedstawiciele handlowi, strefy geograficzne, rynki, rodziny produktów lub kwoty faktur. Możliwe jest także selekcjonowanie faktur według jakiegoś kryterium. Na przykład wybierając jedynie faktury wystawione dla jakiegoś klienta otrzymamy krzywą rentowności tego klienta.
Krzywa rentowności w postaci kanonicznej

## Innowacje metody UVA
Metoda UVA nie jest metodą opartą na księgowym podziale kosztów. W rachunkowości zarządczej dokonuje się podziału « całości » (tzn. przedsiębiorstwa) na części (sekcje, centra analizy, działania). Następnie, w podobny sposób, całość kosztów jest rozdzielana na poszczególne części. Podejście takie określamy mianem « top-down ». W metodzie UVA postępowanie jest odwrotne, dokonuje się scalenia. W skali mikro, to znaczy na poziomie transakcji sprzedaży, identyfikuje się precyzyjnie wszystkie koszty poniesione w celu jej realizacji i przypisuje się je bezpośrednio do tej transakcji. Następnie, kumulując koszty wszystkich transakcji sprzedaży, odtwarza się prawie wszystkie zasoby, które zużyło przedsiębiorstwo. Jedynie koszty poniesione na wewnętrzne funkcjonowanie przedsiębiorstwa (dyrekcja, rachunkowość ogólna) nie są przypisane w sposób bezpośredni. Uwzględniania się je natomiast przy obliczaniu kosztu jednostki UVA i w ten sposób wchodzą w skład kosztu każdej faktury. Podejście takie określamy mianem « bottom-up ».
W ujęciu metody UVA przedsiębiorstwo jest przedstawiane jako sieć procesów, które są przedmiotem precyzyjnej analizy. Oryginalność metody UVA polega na tym, że analizuje nie tylko procesy produkcyjne, ale także procesy związane z obsługą klientów.
Według metody UVA obiektem kosztu jest transakcja sprzedaży, a nie sprzedawany produkt. Dzięki takiej zmianie punktu odniesienia koszty, które są pośrednie względem produktów stają się bezpośrednie, gdyż z perspektywy transakcji sprzedaży wszystkie koszty są bezpośrednie, nie tylko koszt wytworzenia sprzedawanych produktów, ale także koszt transportu, obsługi zamówienia, fakturowania itd. Różnica między kwotą faktury i jej kosztem jest wynikiem finansowym transakcji, zyskiem lub stratą. Żadna inna metoda poza metodą UVA nie pozwala na obliczenie rentowności pojedynczej faktury.
Wyznaczenie krzywej rentowności jest możliwe dzięki wyborowi transakcji sprzedaży jako podstawowego obiektu kosztu. Analizując ten wykres zarządzający przedsiębiorstwem mogą poznać strukturę jego wyniku finansowego i podejmować decyzje bardzo precyzyjnie ukierunkowane.